# Eric Berne
Eric Berne (Montréal, 1910. május 10. – Monterey, 1970. július 15.) kanadai pszichiáter, aki leginkább a tranzakcióanalízis (TA) kidolgozójaként és az Emberi játszmák című könyve révén vált ismertté.

## Élete
Lengyel emigráns családból származott. Apja, David Hillel Bernstein doktor, anyja, Sarah Gordon Bernstein író és szerkesztő volt. Születési neve Eric Lennard Bernstein. 11 éves volt, mikor apja meghalt gümőkórban. Anyja biztatta, hogy apja után ő is orvostudományt tanuljon. Matematikát és fizikát tanult a McGill Egyetemen, és 1931-ben diplomát szerzett. Ezután tovább tanult a McGill egyetemen, és 1935-ben orvosi diplomát szerzett. Később az Amerikai Egyesült Államokba költözött – segédorvosként helyezkedett el New Jersey-ben, az Englewood Kórházban. 1936-ban egy pszichiátriai szakosító tanfolyamot végzett a Yale Egyetem Pszichiátriai Klinikáján, ahol két évig dolgozott. 1939-ben megkapja az amerikai állampolgárságot, és 1943-ban lerövidíti a nevét Eric Lennard Bernsteinről Eric Berne-re.
Első beosztása klinikai asszisztens az Mt. Zion Kórház pszichiátriáján New York City-ben, ahol egészen 1943-ig dolgozott, amikor belépett a hadsereg orvosi alakulatába. 1940-ben magánpraxist nyitott Norwalkban, Connecticutban. Itt találkozott Elinor McRae-vel, akit 1942-ben feleségül is vett, két közös gyermekük született. 1941-ben pszichoanalitikusként kezdett praktizálni a New York-i Pszichoanalitikai Intézetben.
A hadsereg pszichiátereinek felszólítására dr. Berne a II. világháborúban az AUS orvosi alakulatnál szolgált, és rangja hadnagyból őrnaggyá emelkedett. A háború utolsó két évében a Bushell General Kórház pszichiátriai osztályán csoportterápiával foglalkozott.
Amikor 1945-ben leszerelt, elvált feleségétől, és Kaliforniába, Carmelbe költözött. 1947-ben jelent meg első könyve a pszichoanalízisről „The Mind in Action” címmel New Yorkban. Ugyanebben az évben folytatta pszichoanalitikai tanulmányait a San Franciscó-i Pszichoanalitikai Intézetben. Ekkoriban ismerkedett meg a fiatal, elvált Dorothy de Mass Wayjel, akit 1949-ben feleségül vett. Két közös fiuk született.
A tranzakcióanalízis kezdetének legjelentősebb lépéseit valószínűleg az általa 1949 elején írt első öt cikk tartalmazta. Már ekkor a pszichoanalitikusok helyzetének javításán dolgozott, szembe mert szállni a freudi koncepcióval.
1950-ben kinevezték az Mt. Zion Kórház pszichiátriai asszisztensének San Franciscóban, és ezzel egy időben megkezdte szolgálatát az amerikai hadsereg egészségügyi alakulatainak főparancsnokaként. 1951-ben mellékállást vállalt adjunktusként és megfigyelő pszichiáterként a Veteránok Intézetében és Mentál Higiéniás Klinikán, San Franciscóban.
A hatvanas évek első felében megjelent könyvei, a Transactional Analysis in Psychotherapy (1961), a The Structures and Dynamics of Organizations and Groups (1963), valamint a Games People Play (Emberi játszmák) (1964) a tranzakcióanalízis jelentős műveivé váltak. 1964-ben elvált második feleségétől. Ugyanebben az évben Berne és San Franciscó-i, valamint monterey-i szemináriumi kollégái elhatározták, hogy létrehozzák a Tranzakció Analízis Társaságot.
1967-ben vette el harmadik feleségét, Torre Rosecransot. 1970 elején elvált harmadik feleségétől is. 1970 júniusában szívinfarktust kapott. Szívinfarktusa előtt néhány héttel, május 10-én, a 60. születésnapján még azt mesélte a barátainak, hogy milyen jól érzi magát. 1970. június 26-án ismét szívinfarktust kapott, és kórházba került. Néhány héttel később, július 15-én egy újabb infarktus következtében meghalt. Pacific Grove-ban, Kaliforniában, az El Camelo Temetőben helyezték végső nyugalomra. Berne a halála előtti időszakban két könyvén dolgozott. Az egyiket 1970-ben adták ki Sex in Human Loving, a másikat 1972-ben What Do You Say After You Say Hello? címmel.

## A tranzakcióanalízis (TA)

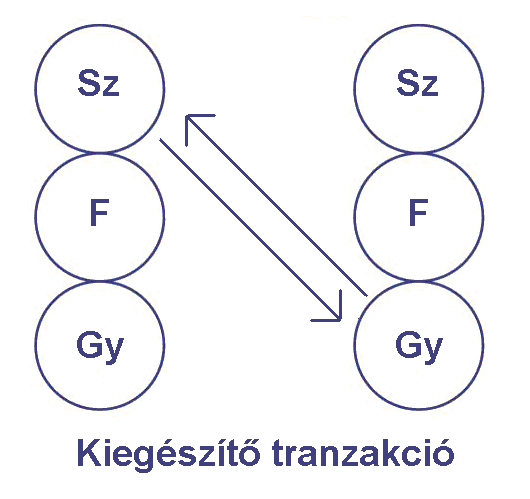
Kiegészítő tranzakció

Berne elgondolása szerint minden szervezetnek optimális mértékű ingerlésre van szüksége, máskülönben elsorvad. Ennek az ember esetében is a simogatás (intimitás, aminek a legmagasabb foka a szexuális egyesülés) a legelőnyösebb formája. Társadalmi szabályaink azonban a simogatásnak gyakran csak absztraktabb módozatait teszik lehetővé, olyanokat, mint például a dicséret vagy az egyszerű köszönés. Ezek cseréjét Berne tranzakciónak nevezi. A TA legalapvetőbb tétele, hogy minden emberben több ún. énállapot lakozik. A TA megkülönbözteti az énállapotok strukturális és funkcionális elemzését. A játszmák megértéséhez azonban elég a három fő énállapot ismerete. Ezek elnevezése a következő: Szülői, Felnőtt és Gyermeki. (A szakirodalomban a nagy kezdőbetű használatával különböztetik meg az énállapotot a tényleges személytől: a „Felnőtt” szó a személy egy énállapotára utal, a „felnőtt” pedig a köznapi értelemben vett nagykorú emberre.)
A három énállapot párhuzamba állítható Sigmund Freud személyiségelméletével:
- Szülői – felettes én
- Felnőtt – én
- Gyermeki – id

Azt vizsgálta, hogy az egyes tranzakciók az egyén melyik énállapotából indulnak, és a másik félnek melyik énállapotát célozzák meg. 
Megkülönböztet kiegészítő, keresztezett, rejtett és úgynevezett duplafenekű tranzakciót.

### Példák
Az „adós” az, aki úgy ad célt az életének, hogy adósságot halmoz fel, melyet aztán törleszt, majd mikor azokon túl van (jelzálog kifizetve, gyermekek kitaníttatva stb.) az élete céltalanná válik. Rendszerint ekkorra már idős ember, nyugdíjas, akit az államnak kell ellátnia, mely által hitelezővé válik, várja, hogy a társadalom visszafizesse az ő kölcsönét, amit adott.
A „most rajtacsíptelek” típus az, aki egy adott szituációban az összes addig felgyülemlett ilyen irányú haragját kiadja magából. Például mikor az idős néni abbéli dühében, hogy nem adják át neki a helyet a buszon, ami szerinte megilleti, a legfiatalabbat elkezdi szidni és nagyon eltúlzott következtetéseket levonni, ettől megkönnyebbül, és jobban érzi magát.
A „rúgj belém” játékosának modora olyan, mintha egy „kérlek, rúgj belém!” feliratú táblát viselne, mellyel szemben társas interakciói során (szinte) ellenállhatatlan kísértésbe viszi embertársait, hogy belerúgjanak. Mikor előáll eme természetesnek mondható következmény, felteszi a kérdést: „Miért mindig velem történik ilyesmi?”
A „most rajtacsíptelek, te gazember!” típusú játszmában két szereplő van. A rajtacsípő személyt sokkal jobban izgatja a lefülelés ténye, mint az, hogy ezzel mekkora kárt sikerült elkerülnie, vagy az, hogy milyen szemfüles volt. Itt jogos üzleti vitában szülő (rajtacsípő) és gyermek (lefülelt) vitázik, ahol a szülő sok éves haragját rázúdíthatja a gyermekre, hosszasan kioktatva őt egész életviteléről, illetve levélben, vagy egyéb módon szintén hosszasan becsmérelve a lefülelt személy tisztességét és morálját mindaddig, amíg az bocsánatot nem kér, vagy más módon nem visszakozik. Rendszerint egyáltalán nem emlékszik az eredeti provokációra, de a rákövetkező csatározást (mely nagy élvezetet nyújt számára) viszonylag pontosan fel tudja idézni.
Az „ennek is te vagy az oka” típusú játszma általában házasságban történik, de játszódhat munkahelyen, vagy szülők és gyermekei között is. Az egyik fél nyugalomra vágyik és úgy látja biztosítottnak a másik fél távozását és saját hosszú távú nyugalmát, ha mindenért a másikat okolja. Célja lehet még a felelősség elkerülése, elhárítása is.

## Művei
- 1947 The Mind in Action
- 1961 Transactional Analysis in Psychotherapy
- 1963 The Structures and Dynamics of Organizations and Groups
- 1964 Games People Play. The Psychology of human Relationships (Andre Deutch Ltd., London, 1968) ISBN 0-345-41003-3 Emberi játszmák (fordította: Hankiss Ágnes) (Gondolat, Budapest, 1984) (ISBN 963-281-380-4) (Háttér, Budapest, 1997)
- 1970 Sex in Human Loving
- 1972 What Do You Say After You Say Hello? Sorskönyv (fordította: Ehman Bea) (Háttér, Budapest, 1997) ISBN 978-963-9365-76-6

## Magyarul
- Emberi játszmák; ford. Hankiss Ágnes; Gondolat, Bp., 1984
- Szex a szerelemben; ford. Boross Ottilia; Osiris, Bp., 1996 (Osiris könyvtár. Pszichológia)
- Sorskönyv. Az Emberi játszmák folytatása; ford. Ehmann Bea, ábrák Mirnics Zsuzsa; Háttér, Bp., 1997 (Lélek kontroll)